# Ernmas
Ernans é uma deusa-mãe na mitologia irlandesa, mencionada no Lebor Gabála Érenn e Cath Maige Tuired como uma das Tuatha Dé Danann. Suas filhas incluem a trindade de deusas epônimas irlandesas Ériu, Banba e Fódla, a trindade de deusas guerreiras Badb, Macha e Morrígan (também denominada Anann), e também uma trindade de filhos, Glonn, Gnim e Coscar.
Seus outros filhos são Fiacha e Ollom. Ernmas foi morta durante a primeira batalha de Mag Tuired.